# 普宁市科技工业园
普宁市科技工业园是位于中国广东省揭阳市普宁市西北部的开发区。面积90公顷，以科技工业园之名列为普宁市的一个类似乡级单位。
工业园创建于2001年，园区内以制药和纺织服装产业为主，有制药、纺织服装、电器、炉具、食品、印刷和化纤等企业12家，总投资10多亿元。2011年工业总产值29.23亿元，上缴各种税收1.41亿元。管理园区的管委会为普宁市人民政府下属的公益一类事业单位，下设办公室、企业引进管理股、经济信息股、规划开发管理股。事业编制19名，至2023年12月底，实有干部职工17人。

## 行政区划
国家统计局网站上，科技工业园下辖以下地区：
科技工业园虚拟社区。